# Kybos mucronatus
Kybos mucronatus är en insektsart som först beskrevs av Ribaut 1933.  Kybos mucronatus ingår i släktet Kybos och familjen dvärgstritar. Inga underarter finns listade i Catalogue of Life.